# 陽だまりの彼女
『陽だまりの彼女』（ひだまりのかのじょ）は、越谷オサムによる日本の恋愛小説。2013年、映画作品が公開された。

## 概要
「女子が男子に読んでほしい恋愛小説No.1」と謳った書店のパネルが話題を呼び、普段は恋愛小説を読まない中年男性の目も留まるようになり売上が急上昇。2011年6月に刊行された文庫版は啓文堂書店の「2011年 おすすめ文庫大賞」の1位に輝き、2013年9月には累計発行部数100万部を突破した。
2013年10月12日、今作を原作とした映画が公開された。映画公開後さらに売り上げが伸び、10月28日付のオリコン“本”ランキング文庫部門では週間4.6万部を売り上げ、発売から2年4か月で初首位を獲得した。

## あらすじ
交通広告代理店の営業マンである奥田浩介は、新規のクライアントであるランジェリー・メーカー「ララ・オロール」との初の打ち合わせの場で、まさかの人物と再会した。中学時代の同級生、渡来真緒である。
中学1年生の2学期に浩介のクラスに転校してきた真緒は、バカなうえに団体行動ができず、クラスでいじめにあっていた。しかしクラスメイトの潮田が真緒の髪の毛にマーガリンを塗ったのを見た浩介はついに黙っていられなくなり、真緒をかばって潮田の顔にマーガリンを塗りかえした。おかげで親まで呼び出されて怒られ、クラスの人間からは「キレると何をするかわからない」と煙たがられたが、真緒には懐かれ、なんとなくいつも学校帰りに一緒に浩介の家の裏手にあった銀杏公園に行く習慣もできた。真緒は「夜道を裸で歩いていた」「両親は本当の親ではない」など噂にも事欠かなかったが、浩介にはある日あっさりと「自分は里子だ」と打ち明けるなど打ち解けており、14歳の秋、真緒が漢字の小テストで満点をとった日に銀杏公園で2人はファーストキスをした。キス以降、変わらない真緒に対してぎこちなくなってしまった浩介だったが、浩介が引っ越すことを知ると、引っ越しの前日、真緒は大泣きしながら浩介の部屋にやってきて、ちぎれんばかりに手を振って浩介を見送った。
あの学年有数のバカでチビでいじめられっ子だった真緒は、美しく、そして仕事もしっかりできる女に成長していた。仕事のやりとりを続けるうち、いつからか付き合うようになった2人。浩介のマンションに泊まり、一夜を過ごすようになるまでそう時間はかからなかった。浩介の両親に真緒を紹介すると、大歓迎された。しかし渡来家でもそうなるだろうという予想に反し、渡来家では父親に「真緒と付き合うのはもう少し考えてからでもいいのでは」と反対される。そして真緒が「全生活史健忘」であると話し、生まれてから養父が保護した12年前の5月2日までの記憶がないことを告げる。真緒から聞かされていなかった浩介はショックを受けたが、真緒への気持ちは変わらないと宣言。しかし真緒の両親の態度は変わらず、真緒は怒って浩介を連れて飛び出す。そして酒の勢いで駆け落ちを思いつき、1か月後に結婚。お互いの両親にはケータイで事後報告し、新居へ引っ越した。浩介は犬を飼うことを提案するが、真緒はすげなく却下。そういえばと、浩介は昔ロシアンブルーに似た雑種の仔猫を拾ったことを思い出す。弱っていたらしく、1週間ほど世話をしたが、結局いなくなってしまった。その話を聞いた真緒は「優しいね」と微笑み、「あなたと結婚してよかった」と改めて口にするのだった。
真緒のドレッサーから謎の現金の束を発見してしまったり、真緒の両親から真緒が昔保護された時、本当に全裸で住宅街を歩いていたということを知らされたりと驚くこともいろいろあったが、実は真緒との出会いは偶然ではなく、真緒が浩介を全力で探し求めたゆえの出来事だったことを知り、さらに真緒への愛おしさが募る浩介。しかし当の真緒は度々「疲れた」と呟くようになっていた。浩介がサプライズで贈った指輪もサイズを慎重に調べたにもかかわらずブカブカで、真緒が以前より急激に痩せていることを示していた。心配した浩介は「大丈夫」と主張する真緒を押し切って病院に連れて行き検査を受けさせるが、結果は異常なし。しかし浩介は腑に落ちなかった。
病院から帰ると、隣の部屋のベランダからしゅう君が落ちそうになっており、母親が腕一本で支えていた。浩介も加勢するが支えきれず、もうダメだと思った時、階下の303号室から真緒が飛び出し、空中でしゅう君を抱き留めて一緒に落下。しかし奇跡的に2人大した怪我もせず助かる。念のためにと入院したしゅう君と同じように真緒も入院を勧められたが断り、その帰り道で真緒は浩介に「私の寿命はそろそろおしまいなの」と告げる。愕然とする浩介に、真緒は最後には冗談だと笑ったが、翌朝、元気に朝食の用意をした後、朝刊を取りに行くと外へ出ていった真緒は、そのまま戻らなかった。浩介は焦って真緒を探すが、信じられない事実に直面する。出会った平岩夫婦は昨日の落下事件などまるで無かったかのように冷たい態度で、真緒の実家に電話をしても「どちらの奥田さん？」と言われる。会社から真緒の会社に電話をかけても「渡来？そんな人間はおりません」と言われ、自分以外の全ての人間から真緒の記憶が消えてしまっているのを認めざるをえなかった。しかし部屋には確かに真緒がいた痕跡があり、あちこち調べると、真緒のつけていた家計簿が出てきた。そして再び引き出されていた現金と「私と一緒に口座も消えるはずだから、ここに移しておきます」というメモがついていた。
浩介は真緒を失った悲しみで仕事も手につかないような日々を送っていた。ある日、浩介は駅で真緒の両親に再会する。真緒の両親は浩介のことを覚えていなかったが、夫婦が最近「まお」という名前の仔猫を飼いはじめたことを知った。そこで浩介はふと思い当たり、大型書店で「ネコ」に関する本を読んだ。そして真緒の性格や行動、仕草、寿命や死期を悟った時に姿を消す行動など、全てが「ネコ」に当てはまることに気づく。浩介はCDショップでアルバムを買い、真緒がいつも口ずさんでいた「素敵じゃないか」の歌詞ブックレットを改めて見ると声も抑えず泣いた。それは真緒の思い描いた二人の結婚生活そのままだった。帰り道、浩介の心には本に書いてあった「猫は九生を持つ」ということわざが引っ掛かっていた。浩介が「真緒のは、いくつめ（の命）だったのかな？」と呟くと「二つ目だよ」と、背後から真緒の声がした。振り返ると浩介の足元に一匹の仔猫がすり寄ってきた。その仔猫の首には指輪が下げられていた。浩介はその場にひざまずき、「三つめの命」を抱き上げた。

## 登場人物
奥田 浩介（おくだ こうすけ）
鎌ヶ谷西中学出身。3年の1学期に隣町の松戸に転校したが、それまでは真緒によく勉強を教えていた。松戸の中学から県立高校に進み、一浪して多摩の大学に入学。同時に高幡不動で一人暮らしを始めた。ギリギリの成績だったが4年で卒業し、西新宿の交通広告代理店「日本レイルアド株式会社」に就職し、営業として働いて2年目になる。現在は上井草のワンルームマンションに住んでいる。昔から鉄道好きで、大学では鉄道サークルに所属していた。4つ年下の弟がいる。
渡来 真緒（わたらい まお）
中学1年の2学期に奥田のクラスに転入してきた。当時は中学生にもかかわらず分数の割り算レベルで四苦八苦するほど勉強ができず、「学年有数のバカ」と謳われていた。小顔で愛らしい顔立ちをしていたが、チビでいじめられっこで注意力散漫、すばしっこさだけが取り柄だった。団体行動が苦手。当時、どんなに冷たくあしらっても浩介にまとわりついていた。親とは血がつながっていないが、中3の秋に養子縁組をしている。中学卒業後は中の下レベルの県立高校に進み、そこで猛勉強して名門女子大に進学。その後、近年成長が著しい恵比寿にあるランジェリー・メーカー「株式会社ララ・オロール」に就職した。浩介が鉄道系のサークルに所属していると確信し、大学の鉄道サークルのHPをあたったり合コンに次々と参加したりして浩介を探していたが、ついに浩介の就職先を探し当て、理由をつけてその会社との仕事をセッティングした。
現在25歳で仕事は3年目。ショートヘアも今は肩の下まで届くほどのロングヘアとなり、ウェーブがかかっている。昔と変わらず、くつろいでいる時には背中が丸まる。豪快だが小食。気まぐれ。機嫌が良いとザ・ビーチ・ボーイズの「素敵じゃないか」をよく鼻歌で歌う。
真緒の養父母
養父は高卒の警部補。来年の春で定年を迎える。禁煙していたが、浩介が初めて挨拶をしにきた日に解禁してしまう。
平岩夫婦
浩介と真緒が結婚後に住む西武池袋線の大泉学園駅から徒歩10分のマンション402号室の隣に住む夫婦。夫は浩介より5歳くらい年上。しゅう君という人懐っこい性格の一人息子がおり、真緒と仲良くなる。
潮田（うしおだ）
中学1年生の時のクラスメイト。真緒の髪にマーガリンを塗るなどしていじめていたが、中3の時には勉強面で真緒に抜かれてしまう。大人になってから、鎌ヶ谷駅の小さなイタリアンレストランで浩介と真緒が2人一緒にいる時に偶然再会する。姓は山本に変わっており、7-8歳の息子「亞呂覇（あろは）」がいる。相変わらず人を小馬鹿にした態度や、品のない言動は変わらない。息子も行儀が悪い。
田中
「日本レイルアド社」での浩介の先輩。10年目。コンペで競合他社を何度も打ち負かす話術をもっている。鈍感な浩介とは対照的に着眼点が鋭い。独身。
梶尾
「ララ・オロール」での真緒の上司。広報部部長。
東海林（しょうじ）
「ララ・オロール」の依頼で大型セットボードを手掛けた外部デザイナー。
山井 百香（やまい ももか）
あだ名：モモ。真緒の大学時代の親友。2人の婚姻届の証人になっている。酒豪。既婚。
金沢
あだ名：金ちゃん。真緒の友達。編集者。

## 書籍情報
- 単行本：新潮社、2008年4月20日発行、ISBN 978-4-10-472302-7
- 文庫：新潮文庫、2011年6月1日発行、ISBN 978-4-10-135361-6

## 映画
2013年10月12日、『ソラニン』『僕等がいた』などを手掛けて恋愛青春映画の名手とも言われる三木孝浩監督と、『ピンポン』『ハチミツとクローバー』『ノルウェイの森』などの話題作をプロデュースしてきた小川真司がタッグを組み映画化された。
主演の松本潤と上野樹里は初共演となる。その他、真緒に恋心を抱く会社の先輩・新藤春樹役で玉山鉄二、物語のキーパーソンとなる謎の人物・大下役で夏木マリらが映画オリジナルキャラクターに扮して出演している。
2016年5月6日、日本テレビ系列の『金曜ロードSHOW!』で地上波初放送された（解説放送 / 文字多重放送 / データ放送）。

### ストーリー
広告代理店に勤めて2年目の奥田浩介（松本潤）は、先輩の田中進（大倉孝二）と営業で訪れた下着メーカーで、中学時代同じクラスだった渡来真緒（上野樹里）との再会を果たす。真緒が気になる浩介だったが、真緒の先輩社員新藤春樹（玉山鉄二）との雰囲気に積極的に近づくことができない。しかし真緒の会社へ提案していたセットボードのデザインが上司の杉原部長（小籔千豊）に「淫靡だ」と却下されそうになり、浩介があちこちの企業看板を例に説得しようと写真を撮って回っていた時、偶然真緒と出会い、一緒に看板を探したことで2人の仲は急接近。無事に審査が通った報告をしに来た浩介に対して真緒がキスし、2人は付き合い始める。それがおもしろくない新藤は、2人が江の島デートをすると聞いて尾行する。浩介は水族館へ行った後、猫がたくさん寄りつく猫屋敷に真緒を連れて行く。浩介は小学生の時にここの猫を助けたことがあり、手の甲にはその時の傷が今も残っていた。隠れて2人を見ていた新藤は、浩介が飲み物を買いに行った間に、真緒が猫屋敷から出てきた老女・大下（夏木マリ）と何か言葉を交わしているのを目撃する。デートの後、真緒の提案で彼女の実家に突然行くことになった浩介は、真緒の父親から、彼女が13歳までの記憶がまったく無い全生活史健忘であることを聞かされる。最初はショックを受けたものの、浩介は今の真緒が大切だと再認識し、2人は結婚。新居で新生活を始める。
幸せな日々を送っていた2人だったが、髪の毛が大量に抜けたり、指輪のサイズがぶかぶかになるほど痩せ始めたりと、真緒に体調の変化が現れる。心配する浩介は彼女を病院に連れていくが、異常は見つからない。しかし新藤は、仕事場で倒れた真緒を、実家だと言っていた藤沢ではなく江の島に送ったことや、大下と再び会い、「もうじきその存在もその記憶もなくなる」「12年だからな…もう限界だ」などと言われているのを目撃した。問い詰めるが、真緒は黙っていてほしいの一点張りで何も話さない。彼女の身体を心配した新藤は浩介にコンタクトをとり、真緒が新藤の車の中に落としていった“おくだこうすけ”と書かれた手作りのお守りを返す。驚いた浩介が家に帰り、真緒に真相を聞こうとしたその時、隣の平岩家から悲鳴が聞こえる。見るとベランダから隣に住む男の子、しゅうくんが落ちそうになっており、浩介も必死に手を伸ばすが届かない。そんな中、しゅうくんを助けたのは下の階から空中に飛び出して受け止めた真緒だった。しかし無傷で地上に着地したことで、真緒は浩介から信じられないという目つきで見られてしまい、ショックを受ける。
翌朝、浩介は真緒の鼻歌で目を覚ますが、朝食を用意し朝刊を取りに行った真緒は、そのまま姿を消す。浩介は真緒の両親に電話をかけたり会社へ行ったりして新藤にも会うが、誰も真緒のことを覚えていない。そこであのお守りが昔助けた猫にあげたものだったことを思い出した浩介は、猫屋敷へ行って大下に会い、浩介に助けられた猫が人間になりたがったという話を聞く。助けたその場所へと浩介が向かうと、そこには真緒がいた。自転車の2人乗りをしたり思い出の中学校へ行ったりと残された時間を過ごした2人は最後に、中学時代と同じくジャングルジムの前でキスをする。
朝、目を覚ました浩介は弟の翔太（菅田将暉）と暮らしており、真緒と出会う以前の生活＆記憶に戻っていた。職場の飲み会に参加し、店で流れている「素敵じゃないか」を聞いて自然に涙が溢れてくるが、浩介はその理由がわからない。ある日、公園を歩いていた浩介の元に、猫が寄ってくる。撫でてやると、「猫…お好きなんですか？」と飼い主の真緒が声をかけてくる。

### キャスト
- 奥田浩介 - 松本潤[11]（中学生時代：北村匠海[12][13][14]）
- 渡来真緒 - 上野樹里[15][16] （中学生時代：葵わかな[12][17][18]）
- 新藤春樹 - 玉山鉄二[19]
- 田中進 - 大倉孝二[20]
- 峯岸ゆり - 谷村美月
- 奥田翔太 - 菅田将暉
- 杉原部長 - 小籔千豊[21][22]
- 奥田祥江 - 西田尚美
- 梶原玲子 - とよた真帆
- 渡来真由子 - 木内みどり
- 渡来幸三 - 塩見三省 [23]
- 大下 - 夏木マリ
- 平岩（夫） - 駿河太郎[24]
- 平岩（妻） - 安藤玉恵[25]
- 潮田 - 森桃子（中学生時代：三浦透子）[26]
- 区役所職員 - 田中要次[27]
- 南藤沢中学校教師（浩介・真緒の担任） - 野間口徹
- 医師 - 古舘寛治

### スタッフ
- 監督 - 三木孝浩[28][29]
- 原作 - 越谷オサム「陽だまりの彼女」（新潮文庫刊）
- 脚本 - 菅野友恵、向井康介
- 製作 - 長澤修一、市川南、藤島ジュリー景子、畠中達郎
- エグゼクティブプロデューサー - 豊島雅郎、上田太地
- プロデューサー - 小川真司[30]、宇田充、遠藤学
- 撮影 - 板倉陽子
- 美術 - 花谷秀文
- 装飾 - 井上静香
- 音楽 - mio-sotido
- 音楽プロデューサー - 安井輝
- 主題歌 - 山下達郎「光と君へのレクイエム」（ワーナーミュージック・ジャパン）[31]
- テーマソング - ビーチ・ボーイズ「素敵じゃないか」（ユニバーサルミュージック）[32][33]
- 録音 - 矢野正人
- 音響効果 - 伊藤瑞樹
- 照明 - 木村匡博
- 編集 - 伊藤潤一
- スタイリスト - 望月恵
- 衣裳 - 井出珠美
- ヘアメイク - 横瀬由美
- キャスティング - 田端利江
- ライン・プロデューサー - 山本礼二
- 制作担当 - 齋藤悠二
- 助監督 - 猪腰弘之
- スクリプター - 古保美友紀
- VFXスーパーバイザー - 鎌田康介
- メイキング - オオマチアヤコ
- スチール - 太田好治、 岩崎真子
- 宣伝プロデューサー - 櫻糀恵介
- 宣伝協力 - 大垣敦生、豊田幸宏
- 宣伝監修 - 谷島正之、林田真由
- 撮影協力 - 湘南藤沢フィルムコミッション
- 制作プロダクション - アスミック・エース
- 制作協力 - 東宝映画、ブリッジヘッド、ドラゴンフライ
- 企画協力 - 新潮社
- 配給 - 東宝、アスミック・エース
- 製作 - 『陽だまりの彼女』製作委員会（アスミック・エース、東宝、ジェイ・ストーム、アミューズ）

### 製作

#### 撮影
原作を映像化するにあたり“陽だまり”という光りに溢れているイメージをどう表現するか考えた際、秋冬の光に溢れている湘南のイメージが監督の中に沸き起こったため、浩介と真緒の出身地を藤沢市とするなどして原作とは舞台設定が変えられた。2013年1月18日に、まず松本がクランクインし、東京郊外で浩介が住む1DKのアパートのシーンから撮影され、3日後に上野が加わり恵比寿ガーデンプレイスで初めて2人のシーンが撮影された。その後、湘南を中心に約1年前から各シーンのロケ候補地の調整から現場管理まで全面的な支援を実施した藤沢市の他、逗子市の大崎公園、横浜市などオールロケで行われ、3月5日の早朝にクランクアップした。このため、公開に先駆けて9月10日に109シネマズ湘南で行われたプレミア試写会には横浜市民400名が招待され、黒岩祐治神奈川県知事や鈴木恒夫藤沢市長も出席した。
主演は『花より男子ファイナル』以来5年ぶりの映画出演となる松本潤。俺様タイプの道明寺司のイメージから一転、正反対ともいえる草食系かつ鈍感男子である奥田浩介を演じている。「演じたことのない役で新しい引き出しを求められたことがすごく嬉しかった」と話すが、普段からテキパキと行動するタイプであるため受け身の役とはギャップがあったという。しかし監督はそんな受けの芝居を「これだけ達者な人が揃っている中でちゃんと相手に合わせつつ、浩介像がブレていない」と評価し、「この映画には松本潤史上一番ドン臭い松本潤がいる」とも話している。
ヒロインには『のだめカンタービレ 最終楽章 後編』以来3年ぶりの映画出演となる上野樹里。監督は以前上野が映画『虹の女神』で演じていたキャラクターの“自分の想いを隠して接する”という部分を気に入っており、今回もそれを引き出したいというしっかりとしたイメージがあったため、上野はそれを受け取りながら何とも不思議な空気をまとった真緒を演じた。特に「しなやかさ」を表現するよう意識し、シーンごとに心情を表した髪型や衣裳、カラーコンタクトを変え、気まぐれな振る舞いや浩介を翻弄して振り回すような動きにいたるまで細部にわたって真緒の特性を反映させていったが、そんな上野のキャラクターには過去に仕事をした映画監督達も魅了されており、『グーグーだって猫である』の犬童一心監督、『のだめカンタービレ』の川村泰祐監督、『上野樹里と5つの鞄』のマイケル・アリアス監督ら多くの映画監督たちが今作撮影中に陣中見舞いに訪れた。
中学時代の2人には、若手俳優の北村匠海と葵わかなが佇まいや雰囲気が近いという理由でオーディションで選ばれ、起用された。1か月程リハーサルを重ねて芝居を固めていったが、作品には4人で同時に画面に映ることは無いにもかかわらず監督の提案で現場に松本と上野の2人も1,2度呼ばれ、松本、上野、北村、葵の4人でリハーサルを敢行。“松本ペア”が中学時代、“北村ペア”が大人のパートを逆転させて演じるというワークショップのようなことをして、身体や表情の特徴、クセなどを観察してひとりの人物の“過去”と“現在”を作り上げていき、単に見た目だけではなく話し方や動きまで違和感がないよう入念に役作りが行われた。特に北村はリハーサルからホクロも松本と同じ場所に付けるほどの徹底ぶりで、実際に作品を観た人に「松本さんとよく似ていたよ」と絶賛されたという。その他、松本の弟を演じた菅田将暉も2人が並んだ時に似ているということから監督が起用したが、そのことは10月12日に行われた初日舞台挨拶の時まで本人には知らされていなかった。
恋愛映画でありながら、この映画には「好き」や「愛している」などのセリフが出てこない。また、”記憶”が大きなテーマの1つとしてあるが、監督は「素直になれなかった中学時代のささくれ感と、その想いを引っ張り続けている浩介が描きたかった」「そういう想いは男子独特だと思うのでより男性に観てほしい」とインタビューで話している。脚本は『時をかける少女』の菅野友恵と『マイ・バック・ページ』の向井康介により、浩介の視点で描かれた原作を真緒や様々な人々の声や視点が混ざり合うドラマに脚色されているが、物語のラストについても真緒がどんな想いで浩介を見ていたのかという真緒側の視点と想いが追加され、原作には無かった「その先」まで描かれた。これについてはプロデューサーの小川も「原作よりもより感動的なラストにしたかった」「実写の映画にするならば、ファンタジーの要素がありながらもそこには人生の真実味が付加されているべき」と話している。

#### 音楽
テーマソングは原作でも劇中でも真緒が口ずさむザ・ビーチ・ボーイズの「素敵じゃないか」。監督は音楽と映像の融合へのこだわりが強く、2人がこの曲に合わせて幸せそうに過ごすビジュアルが頭に思い浮かんだため、この曲が出てくる箇所は幸せなシーンの象徴として使用。プロデューサーも絶対に使いたいと賛同したため、権利元にもこの曲でなければ成立しないということをしっかり伝え、使用を快諾してもらった。真緒役の上野樹里は映画の撮影中、毎朝この曲をかけて歌い、日本語の歌詞をよむことを日課としていたという。映画の公開を記念して、この曲も収録されたコラボレーションミニ・アルバムが8月7日に発売された。原作者の越谷オサムが彼らの楽曲の中から「素敵じゃないか」の他にもラブソングの中から「グッド・トゥ・マイ・ベイビー」「ディードリ」「神のみぞ知る」を選曲し、CDブックレットにはオリジナル英語歌詞の日本語訳や楽曲解説が付けられた。ジャケットには文庫版と同じ西島大介のイラストが採用されている。映画が公開された10月、テーマソングである「素敵じゃないか」はデジタル配信でダウンロードが急上昇し、前月比1400%増の売り上げでiTunesロック・ソング・ランキングでは最高位2位を記録。コラボレーションミニアルバム『素敵じゃないか』は品切れになるCDショップがあり急遽10,000枚が追加出荷された。
主題歌は山下達郎の「光と君へのレクイエム」で、この映画のために書き下ろされた。プロモーションビデオは映画のスピンオフ作品として同じく三木孝浩が監督を務め、”2人の中学生時代のある夏の日の想い出”というコンセプトのもとに撮り下ろされた。松本潤と上野樹里がメインで映画シーンも織り交ぜたショートバージョン、上野樹里をフィーチャーしたWEB専用のショートバージョン、2人の中学生時代を演じる北村匠海と葵わかなに焦点を当てたフルバージョンの3パターンがある。
また、今作のオリジナル・サウンドトラックCDが10月30日に緊急発売された。当初この企画はお蔵入りになりそうだったが、監督が「女流作曲家mio-sotidoの音楽なくして映画の完成はありえなかった」と語るほど完成度が高く、試写を重ねるうちに「サントラとして残すべき」と関係者一同口を揃えたため、念願叶ってリリースが決定した。ボーナストラックではザ・ビーチ・ボーイズによるテーマソング「素敵じゃないか」のカバーも収められている。リリースに先駆けてiTunes、mora、Amazon MP3などでは10月10日より先行ダウンロード販売も実施され、iTunesのサウンドトラック・アルバム・ランキングでは1位も獲得した。
| 全作曲: mio-sotido。 |                                              |       |            |      |
| #                    | タイトル                                     | 作詞  | 作曲・編曲 | 時間 |
| 1.                   | 「Overture」                                 |       | mio-sotido | 2:17 |
| 2.                   | 「Hurry up」                                 |       | mio-sotido | 0:29 |
| 3.                   | 「Rail-ad japan」                            |       | mio-sotido | 1:51 |
| 4.                   | 「Happy chance」                             |       | mio-sotido | 1:13 |
| 5.                   | 「Indulge in reminiscences」                 |       | mio-sotido | 0:40 |
| 6.                   | 「My radiant days 〜school ver.〜」          |       | mio-sotido | 0:40 |
| 7.                   | 「One's bittersweet memories」               |       | mio-sotido | 1:30 |
| 8.                   | 「Keep up the great work」                   |       | mio-sotido | 1:02 |
| 9.                   | 「Tears」                                    |       | mio-sotido | 0:41 |
| 10.                  | 「My radiant days」                          |       | mio-sotido | 2:32 |
| 11.                  | 「陽だまりの彼女 Theme 〜jungle gym ver.〜」 |       | mio-sotido | 2:15 |
| 12.                  | 「The cats meow」                            |       | mio-sotido | 0:42 |
| 13.                  | 「Aquarium」                                 |       | mio-sotido | 1:06 |
| 14.                  | 「10年分一緒に…」                            |       | mio-sotido | 3:43 |
| 15.                  | 「追憶」                                     |       | mio-sotido | 2:38 |
| 16.                  | 「Fade away」                                |       | mio-sotido | 0:37 |
| 17.                  | 「Pain pain go away」                        |       | mio-sotido | 1:33 |
| 18.                  | 「A cat has nine lives」                     |       | mio-sotido | 2:14 |
| 19.                  | 「陽だまりの彼女 〜short ver.〜」            |       | mio-sotido | 0:27 |
| 20.                  | 「Jump」                                     |       | mio-sotido | 2:42 |
| 21.                  | 「消えゆく記憶」                             |       | mio-sotido | 3:15 |
| 22.                  | 「ずっと…」                                  |       | mio-sotido | 2:23 |
| 23.                  | 「浩介&真緒」                                |       | mio-sotido | 2:39 |
| 24.                  | 「陽だまりの彼女 Theme」                     |       | mio-sotido | 2:17 |
| 25.                  | 「素敵じゃないか 〜feat.sunaba〜」           |       | mio-sotido | 2:37 |
| 合計時間:            | 合計時間:                                    | 44:03 |            |      |

### プロモーション
10月7日より阪急梅田駅にて、JR高架下の動くエスカレーター歩道横の全長36.4メートルにわたって劇中で浩介と真緒が横浜・横須賀・藤沢・逗子などでデートする場面カット約30枚が掲示された。これ程の規模での巨大広告は大阪のみ。また、物語の舞台にもなった江ノ島電鉄をはじめ、マイナビウエディングやネイルクイック、ジュレームやセブン-イレブン、アート引越センターなど様々な企業とのコラボレーション企画やCMが展開された。また、恋人同士の秘密を描いた映画の内容にちなんで試写会もカップル&夫婦限定で催された。
公開日が発表された4月25日に本編映像がWEBで初公開され、翌日には特報映像が劇場上映&公式サイトがリニューアル。アクセスするたびにトップの画像が江ノ島、ジャングルジム、江ノ電、金魚、南京錠、ザ・ビーチ・ボーイズのレコードジャケットなど、物語の鍵となる風景写真やアイテム全14点が変わる仕様になっていた。次いで9月12日にはWEB限定のスペシャル映像もYouTubeで公開された。

### 封切り
2013年10月12日、TOHOシネマズ日劇他全国東宝系304スクリーンで公開。TOHOシネマズ六本木ヒルズで行われた初日舞台挨拶には松本潤、上野樹里、玉山鉄二、大倉孝二、谷村美月、菅田将暉、小籔千豊、三木孝浩監督らが出席し、全国75劇場に同時生中継された。
公開初週土日2日間の2013年10月12、13日に動員20万8,028人、興行収入2億7,240万5,650円を記録し、2週連続1位を記録していた公開3週目の『そして父になる』を抜いて映画観客動員ランキング（興行通信社調べ）で初登場第1位。祝日の14日を加えた計3日間では動員32万6,593人、興収4億654万8,550円を記録。男女比は7対93で女性層の圧倒的な支持を集めた。その他、「ぴあ」調査による10月11日、12日に公開された映画・満足度ランキングでも「自分の恋愛と重なった」「いろいろな伏線があってストーリーがおもしろい」などの意見が出て第1位を記録している。更に公開第2週で累計で興収7億6,472万7,550円、動員62万4,380人を記録し動員ランキング2週連続第1位となった。三木の監督作品で1位を獲得したのは今作が初めてである。
10月26日の時点で動員数は83万人、興収も10億円を突破し、10月27日にTOHOシネマズ日劇で大ヒット舞台挨拶を全国75の劇場で生中継して行った他、宮城県でも全6回の舞台挨拶を行った。2014年1月に発表された最終興収は17.9億円。

#### Blu-ray / DVD
2014年4月16日発売。発売元はアスミック・エース、販売元は東宝。
- 陽だまりの彼女 スタンダード・エディション（1枚組）
  - 映像特典
    - 特報・劇場予告編・TVスポット集
- 陽だまりの彼女 メモリアル・エディション（3枚組・初回限定生産）
  - ディスク1：本編ディスク（スタンダード・エディションと共通）
  - ディスク2：特典DVD1
    - ビジュアル・コメンタリー（松本潤×上野樹里×監督：三木孝浩）[77]

  - ディスク3：特典DVD2
    - メイキング
    - 撮影日誌
    - 未使用シーン集
    - 公開直前特番
    - イベント映像集
    - 山下達郎『光と君へのレクイエム』ミュージック・ビデオ

  - 封入特典
    - 豪華ブックレット
    - ポストカードセット
    - ミニクリアファイル

  - 特製アウターケース付き

DVD、BDともに2014年4月28日付オリコンウィークリー総合ランキングでそれぞれ1位を記録し、4月21日付のTSUTAYAの週間レンタルランキングでも初登場6位にランクインした。

### 映画の評価
映画評論家の清水節は、「ハイキーな映像と懐かしい音楽の三木孝浩演出は日常から非日常へゆるやかに移行させ、純度の高い想いを掻き立てるラブロマンスがサプライズを経て儚い幻想譚へと変わる。普遍的なファンタジーの名篇であり、所詮セカイ系だと高を括ってはいけない。」と、先入観を捨てて臨む価値がある作品であると評価した。同じく映画評論家の森直人も、今作が「素敵じゃないか」からのインスパイアード・ストーリーになっていることを評価し、「ポップ・ミュージックを介したロマンティシズムはキャメロン・クロウ的。三木監督はティーンムービーの範疇に属する甘酸っぱい青春映画の専門職人としてこの路線を貫いて欲しい。」と期待を寄せた。
インターネット投票で1693票中759票という圧倒的な支持を集め、2013年12月、日刊スポーツ映画大賞でファン大賞を受賞。その他、第38回報知映画賞でも「作品賞」「監督賞」「主演男優賞」「主演女優賞」「新人賞」の5部門で読者投票トップでノミネートされたが受賞はならなかった。
「ムービープラス・アワード 2013」では邦画部門の映画ファン大賞の作品賞で2位、監督賞（三木孝浩）・俳優賞（松本潤）・ベストカップル賞（松本潤＆上野樹里）でそれぞれ1位となった。
また、平成25年度の厚生労働省社会保障審議会の児童福祉文化財に選定され、その中でも特に優れた作品として「特別推薦」に決定した。
菅田将暉が第6回TAMA映画賞 最優秀新進男優賞を受賞。

### ロケ地
上映後、主なロケ地である江ノ島に多くのファンが訪れるところから、ロケ地に使われた「龍恋の鐘」の横に湘南藤沢フィルム・コミッションによりシーンで使用された「鍵」の展示が設置されている。
また2015年1月31日、藤沢市で第12回湘南藤沢フィルム・コミッションフォーラムが開催され、三木監督、宇田プロデューサーによる制作秘話やエピソード、江ノ島のロケ地巡りなどの企画が行なわれた。